# Castiglione in Teverina
Castiglione in Teverina ist eine Gemeinde mit 2301 Einwohnern (Stand 31. Dezember 2023) in der Provinz Viterbo in der italienischen Region Latium.

## Geographie
Castiglione liegt 108 km nördlich von Rom, 37 km nördlich von Viterbo und 17 km südöstlich von Orvieto. Es ist die nördlichste Gemeinde Latiums im Tibertal.
Der mittelalterliche Ortskern erhebt sich auf einem steil zum Tal abfallenden Hügel.
Zur Gemeinde gehören die Ortsteile Sermugnano und Vaiano.
Die Nachbargemeinden sind Bagnoregio, Civitella d’Agliano, Lubriano und Orvieto (TR).

### Verkehr
Castiglione liegt 12 km von der Auffahrt Orvieto auf die Autobahn A1 Autostrada del Sole von Rom nach Mailand (Auffahrt Orte) entfernt. Der Bahnhof von Castiglione an der Bahnstrecke Florenz–Rom liegt in 4 km Entfernung beim Ortsteil Sant’Egidio von Orvieto.

## Bevölkerungsentwicklung
| Jahr      | 1881 | 1901 | 1921 | 1936 | 1951 | 1971 | 1991 | 2001 |
| Einwohner | 1722 | 2128 | 2319 | 2364 | 2393 | 2062 | 2321 | 2261 |

Quelle: ISTAT

## Politik
Leonardo Zannini wurde am 26. Mai 2019 zum neuen Bürgermeister gewählt. 

## Kulinarische Spezialitäten
Castiglione gehört zum Anbaugebiet des Orvieto Classico.